# Muzułmanie w Indiach XXI wieku
Muzułmanie w Indiach XXI wieku – największa z mniejszości religijnych Indii. To druga co do wielkości muzułmańska społeczność świata (po Indonezji). Obejmuje 138 188 240 mieszkańców co stanowi 13,4% ludności Indii. Stanowią większość w stanie Dżammu i Kaszmir oraz na wyspach Lakszadiwach. Ponadto wielu z nich mieszka w stanach Uttar Pradesh, Bihar, Bengalu, Asamie i w Kerali.

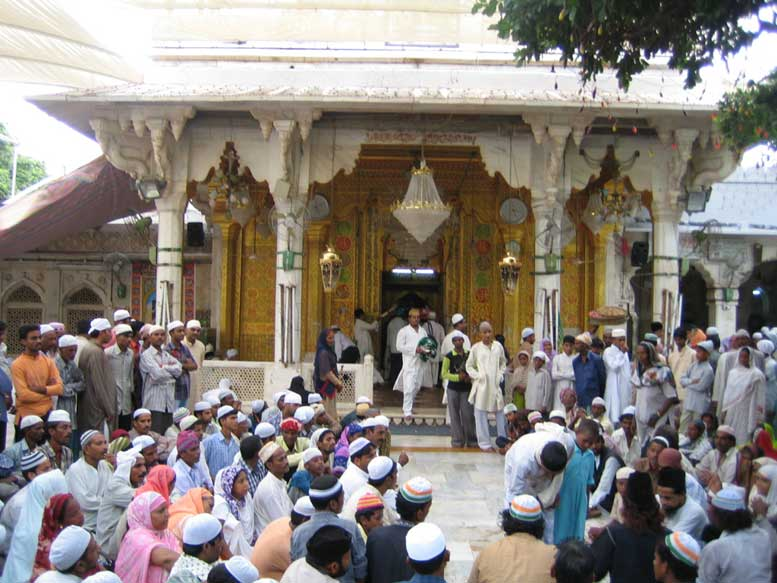
Sufi indyjscy

Przeważają wśród nich sunnici (80% praktykujących muzułmanów). Pozostali szyici są przeważnie sufici. Obie wspólnoty współpracują ze sobą np. w All India Muslim Personal Law Board, która w zgodzie z indyjską konstytucją ma prawo uzgadniać w oparciu o szariat sprawy małżeństw, rozwodów i dziedziczenia muzułmanów.
Mimo że muzułmanów jest w Indiach 10 razy mniej niż hindusów to jako druga co do wielkości grupa religijna są widoczni. Można to zauważyć na przykład w lutym i marcu, gdy odbywają się pielgrzymki do Mekki, tzw. hadżdż – lotniska są wypełnione pobożnymi muzułmanami.

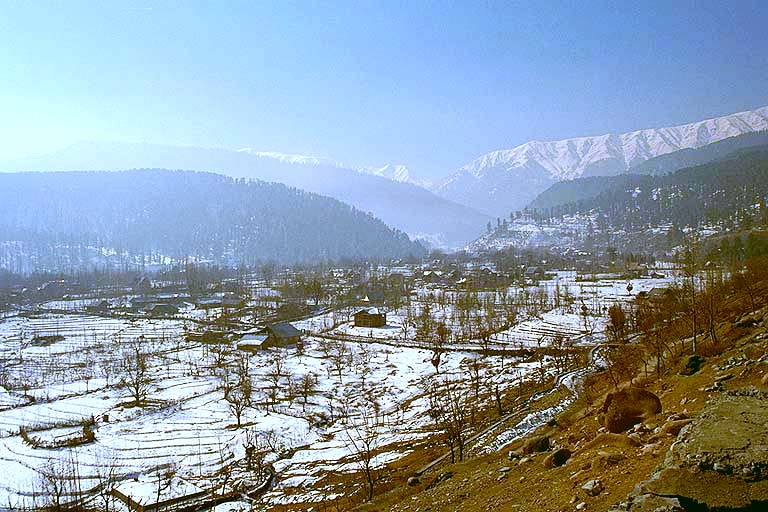
Dolina Kaszmiru

Ich obecność w Indiach wiąże się też ze zdarzeniami dramatycznymi. Muzułmański Kaszmir jest punktem zapalnym od 1947 roku. Trwającą tam od 1989 roku wojnę domową muzułmanie nazywają powstaniem, a Indie działalnością terrorystyczną. Zginęło w niej 66 tysięcy (żołnierzy i cywilów -dane CNN z 16 stycznia 2006 roku). Wybuchające co pewien czas rozruchy na tle religijnym i zamachy terrorystyczne określają sytuacje muzułmanów w Indiach. Wpływ na nią mają też stosunki z muzułmańskimi sąsiadami Indii, z Bangladeszem, ale szczególnie z Pakistanem, z którym relacje pozostają wciąż napięte.

## Zamachy terrorystyczne
W XXI wieku wśród zamachów terrorystycznych w Indiach przypisywanych muzułmanom, do najistotniejszych zalicza się :
1. październik 2001 r. – Islamscy fundamentaliści zaatakowali parlament stanowy w stolicy Kaszmiru w Śrinagarze, 38 osób zabitych.
2. grudzień 2001 r. – Islamscy bojownicy zaatakowali budynek parlamentu w Delhi – na miejscu zginęło 14 osób. Rząd indyjski oskarżył Pakistan o udział w spisku. Islamabad zaprzeczył. Za udział w zamachu skazany na śmierć w 2004 roku Mohammad Afzal (wyrok odłożono w czasie)
3. wrzesień 2002 r. – Islamska bojówka zaatakowała hinduistyczną świątynię Akshardham w Gandhinagar w Gudżaracie – zginęło 33 ludzi.
4. październik 2005 r. – 62 ludzi – uczestników hinduistycznego święta – zginęło a kilkuset zostało rannych w wybuchach trzech bomb, podłożonych na targowiskach w Delhi. Odpowiedzialnością za zamachy obarczono kaszmirskich separatystów.
5. lipiec 2006 r. – W serii zgranych w czasie wybuchów bomb w pociągach podmiejskich w Mumbaju poniosło śmierć ponad dwieście osób – kilkaset zostało rannych. Policja oskarżyła o zamach propakistańskie ugrupowania islamskie
6. lipiec 2008 r. – W Ahmadabadzie na zachodzie Indii eksplodowało 16 niewielkich ładunków wybuchowych, zabijając 45 osób. Władze indyjskie oskarżyły o organizację zamachu muzułmańskich ekstremistów.
7. wrzesień 2008 r. – W serii skoordynowanych ataków w kilku zatłoczonych miejscach handlowych w Delhi islamistyczne ugrupowanie Indyjscy Mudżahedini zabiło co najmniej 21 osób.
8. październik 2008 r. – 76 osób zginęło w stanie Asam w północno-wschodnich Indiach w serii jedenastu zamachów, do których przeprowadzenia przyznało się islamskie ugrupowanie Siły Bezpieczeństwa Islamskiego-Indyjscy Mudżahedini.
9. listopad 2008 w zamachach w Mumbaju zginęło ponad 150 osób.[4]

### Indyjski 11 września
Trzy miesiące po wstrząsie, jakim dla świata był zamach na World Trade Center, 13 grudnia 2001 roku Indie przeżyły własny szok – w Nowym Delhi zaatakowano serce kraju – gmach indyjskiego parlamentu. W samobójczym zamachu zginęło 5 terrorystów i 11 osób (w tym komandosi, kamerzysta TV). To zdarzenie zakończyło (rozpoczęte dwa miesiące wcześniej po ataku na kaszmirski parlament) dyskusje nad sensownością wprowadzenia prawa antyterrorystycznego. Uprzednio obawiano się, że może być ono nadużywane w stosunku do mniejszości muzułmańskiej. Nie chciano, aby walka z terroryzmem została odebrana jako inicjowanie domowej wojny religijnej. Jednak po zamachu na Parlament Indii nastroje zmieniły się. Kilka godzin po zamachu premier Vadźpaji ogłosił w telewizji:
To nie był tylko atak na ten gmach; to było ostrzeżenie dla całego narodu. Podejmujemy wyzwanie.
Ze strony Sricanda Kripalani polityka z rządzącej wówczas Indiami Indyjskiej Partii Ludowej padły jeszcze twardsze słowa:
Rząd powinien zrobić to, co Ameryka zrobiła w Afganistanie, a Izrael w Palestynie. Nie powinien się wahać przed zaatakowaniem Pakistanu.
Uznano, że za zamachem stoi muzułmańska grupa terrorystyczna z Kaszmiru, Laszkar-e-Taiba wspierana przez Pakistan. Odwołano z Pakistanu ambasadora Indii. Zamknięto szlaki komunikacyjne łączące oba kraje. Przy granicy z obu stron zgromadzono milion żołnierzy. Niektórzy wzywali nawet do użycia broni nuklearnej. Obu państwom wyposażonym w broń nuklearną groziła w każdej chwili wojna.

## Zamieszkina tle religijnym
Między hinduską większością i muzułmańska mniejszością często dochodzi do zamieszek. Przeważnie ofiar więcej jest po stronie muzułmańskiej. Czasem zdarza się, że dramatyzm wydarzeń podkreśla bezczynność nieangażującej się policji, jak podczas zamieszek w Gudżaracie w 2002 roku. Aby rozwiązać te sytuacje muzułmańscy i hinduscy biznesmeni wzywali w prasie do spokoju.

## Demografia
Poniższa tabela pokazuje w statystyce sytuację muzułmanów na tle innych wyznań (spis z 2001 roku). Kategoria Inni obejmuje m.in. Żydów, Parsów, wyznawców wiary baha'i, animalistów z plemion i niewierzących.
| Struktura                              | Hinduiści | Muzułmanie | Chrześcijanie | Sikhowie | Buddyści | Dżiniści | Inni   |
| Udział w liczbie ludności z 2005       | 80,4%     | 13,4%      | 2,3%          | 1,9%     | 1,1%     | 0,4%     | 0,5%   |
| Przyrost naturalny (od 1991 do 2001)   | 20,3%     | 29,5%      | 22,6%         | 18,2%    | 24,5%    | 26,0%    | 103,1% |
| Kobiet na 1000 mężczyzn                | 935       | 940        | 1009          | 895      | 955      | 940      | 100    |
| Umiejących pisać i czytać              | 75,5%     | 60,0%      | 90,3%         | 70,4%    | 73,0%    | 95,0%    | 50,0%  |
| Wskaźnik zatrudnienia                  | 40,4%     | 31,3%      | 39,7%         | 37,7%    | 40,6%    | 32,9%    | 48,4%  |
| Kobiet na 1000 mężczyzn na wsi         | 944       | 953        | 1001          | 895      | 958      | 937      | 995    |
| Kobiet na 1000 mężczyzn w miastach     | 922       | 907        | 1026          | 886      | 944      | 941      | 966    |
| Dziewczynek na 1000 chłopców (0–6 lat) | 925       | 950        | 964           | 786      | 942      | 870      | 976    |

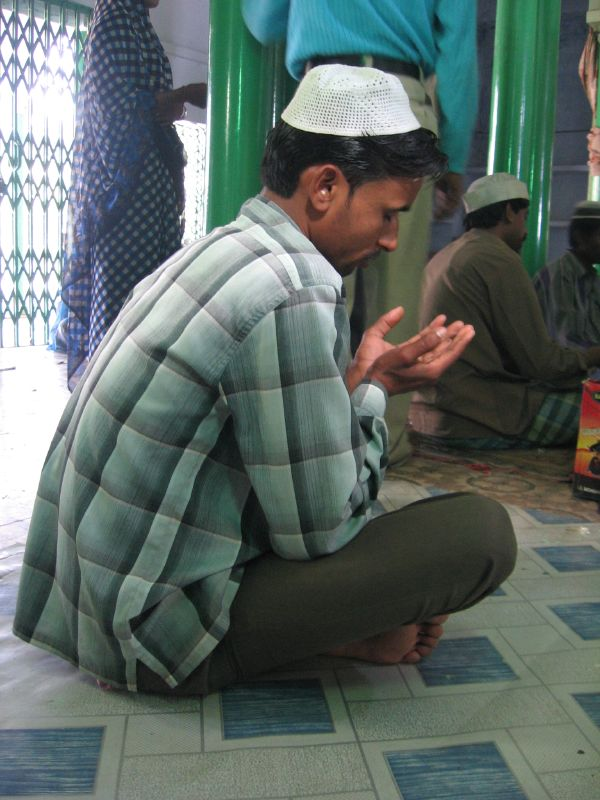
Modlący się muzułmanin indyjski

Rosnąca najszybciej mniejszość muzułmańska jest najbardziej upośledzona społecznie i ekonomicznie. Muzułmanie mają wyższy od hindusów i chrześcijan wskaźnik analfabetyzmu, zaledwie połowa muzułmańskich kobiet umie czytać (najniższy wskaźnik w Indiach). Tylko 14,1% muzułmanek podejmuje pracę (dwa razy mniej niż hindusek i chrześcijanek). Mimo opinii o patriarchalnym modelu rodziny muzułmańskiej ma ona (na tle hindusów i sikhów) mniej uprzedzeń do pojawiania się na świecie dziewczynek (na 100 chłopców przypada 95 dziewczynek). O upośledzeniu ekonomicznym świadczą dane ze spisu ludności z 2001 roku – muzułmanie są grupą najbardziej dotkniętą bezrobociem, najuboższą i najgorzej wykształconą. W okresie niepodległych Indii, od 1947 roku sytuacja nie zmieniła się. Rosnący przyrost naturalny pogłębia ubóstwo. Różnice dotyczą tylko bogatszego południa (Tamilnadu, Kerali) i Andhra Pradesh, a biedniejszych ale i liczniej zaludnionych przez muzułmanów stanów Bihar, Uttar Pradesh i Radżastan.

## Rozrodczość
W 2007 roku w Indiach wskaźnik narodzin wynosił 2,81. Na tle innych religii dla muzułmanów przedstawia się to następująco:
Hindusi – 2,0, muzułmanie – 2,4, sikhowie – 1,6, chrześcijanie – 2,1, buddyści – 2,1, dżiniści – 1,4, animiści i inni – 2,99, lokalne plemiona – 3,16, dalici – 2,89
Spis ludności z 2001 roku został przez fundamentalistów hinduskich wykorzystany dla kreowania poczucia zagrożenia przed „pełzającą dominacją muzułmanów”. Wyższy przyrost muzułmanów niż hindusów i sikhów pokazuje perspektywę przyszłych Indii jako kraju z największą na świecie mniejszością muzułmańską. We wschodnich i południowo-wschodnich Indiach przyrost muzułmanów jest jeszcze wyższy (z powodu fali nielegalnej migracji z Bangladeszu). Stąd żądania zwolenników hindutwy modyfikacji praw mniejszości (tj. wprowadzenia ich dyskryminacji).

## Kultura
Zdarzenia określające relacje między hindusami i muzułmanami znajdują swój wyraz w sztuce używanej bądź dla podtrzymania uprzedzeń, bądź budowania ducha jedności indyjskiej. Przy tak wysokim poziomie analfabetyzmu na umysły i serca ludzi najbardziej oddziałuje w Indiach sztuka filmowa.
Zamach na parlament indyjski z grudnia 2001 roku i stojący za nim zapalny problem Kaszmiru przedstawiony został np. w filmie Fanaa (z najbardziej znanym – obok Shah Rukh Khana – muzułmańskim aktorem Aamir Khanem) (2006). Problemy wojny domowej w Kaszmirze pokazują też Shaurya (2008), czy Yahaan (2005).
Problemy hinduskich uprzedzeń do muzułmanów i muzułmańskiego terroru można zobaczyć w filmie Aamir (2008). Zamieszki w Bombaju pokazują filmy Hey Ram (2000), Fiza (2000 muzułmańskiego reżysera Khalid Mohameda). Dramatyzm relacji między muzułmanami a hindusami obrazuje też jego Zubeidaa(2001), a także, Dharm (2007) i Dev (2004). W tym ostatnim filmie podobnie jak w ilustrującym pogrom na muzułmanach w Gudżaracie Parzania (2007) pokazano bierność policji niebroniącej mniejszości przez atakiem fundamentalistów hinduskich.
Zamachy bombowe w Bombaju w 1993 roku obrazuje – Black Friday (2004 – według książki muzułmanina S. Hussain Zaidi).
Problem zamachów terrorystycznych separatystów kaszmirskich wspieranych przez Pakistan – w filmie Parwana (2003). Filmy zestawiają czasem ze sobą dwie postawy muzułmanów w Indiach – doświadczonych pogromem, wojną domową w Kaszmirze, stąd żądnych zemsty terrorystów organizujących zamachy bombowe i muzułmanów, w odwołaniu do Koranu broniących niewinnych przed atakiem tłumu, orędujących za miejscem dla muzułmanów w Indiach („Ten kraj należy nie tylko do was, ale i do nas, za jego wolność umierali i hindusi, i muzułmanie”), jak np. w filmie Insan (2005).
Wpływające na relacje hindusko-muzułmańskie wojny o Kaszmir (z Pakistanem) pokazują takie filmy jak Tango Charlie (2005), LOC Kargil (2003). Żal o niemożność odzyskania od Pakistanu jeńców wojny 1971 wyrażają – Deewaar (2004) 1971 (2007). Dramat uchodźców muzułmańskich z Bangladeszu w wyniku wojny 1971 i ich przedzieranie się przez granice do Pakistanu – Refugee (2000). Dramat exodusu podczas podziału Indii w 1947 roku – Pinjar (2003).